# Günther Fleig
Günther Fleig (* 2. Februar 1949 in Mönchweiler) war von 1. Oktober 1999 bis 8. April 2009 Personalvorstand der Daimler AG.

## Leben
Fleig studierte Volkswirtschaftslehre an der Universität Freiburg und schloss dieses Studium mit einem Diplom ab.
Seine berufliche Laufbahn begann 1972 bei der Wirtschaftsprüfungs- und Steuerberatungsgesellschaft KPMG, ehe er 1980 zur damaligen Daimler-Benz AG wechselte. Seine Aufgabe dort war der Aufbau der Weltbilanzierung. Ab 1983 war er der Leiter von Finanzen und Controlling bei der WMF AG. Im Jahr 1988 kehrte er zur Daimler-Benz AG zurück und wurde dort 1990 Direktor der Finanzen und Controlling der Mercedes-Benz AG. 1992 übernahm Günther Fleig die Kaufmännische Leitung des Werkes Untertürkheim. Im Jahr 1996 wurde er Leiter von Mercedes-Benz France und übernahm später die Funktion als Konzernrepräsentant der Daimler-Benz AG in Frankreich.
Günther Fleig war unter anderem in folgenden Gremien/Verbänden aktiv:
- Bundesvereinigung der Deutschen Arbeitgeberverbände (Vizepräsident)
- DGFP Deutsche Gesellschaft für Personalführung e.V.
- Hanns Martin Schleyer-Stiftung (Vorsitzender des Vorstandes)
- ME Gesamtmetall e. V. (Mitglied des Vorstands)
- Südwestmetall Baden-Württemberg (Mitglied des engeren Vorstandes und des Vorstandes)
- Präsidiumsmitglied bei der IHK Region Stuttgart, IHK Paris
- Schmalenbach-Gesellschaft für Betriebswirtschaft e. V. (Mitglied des Beirats)
- Gottlieb Daimler- und Carl Benz–Stiftung (Mitglied des Kuratoriums)
- Honorarkonsul des Fürstentums Monaco in Stuttgart
- Aufsichtsratsvorsitzender des saarländischen Familienunternehmen Hager Group

Darüber hinaus förderte er den Nachwuchs durch sein Engagement in verschiedenen Hochschulvereinigungen (u. a. Fachhochschule Karlsruhe), im Kuratorium der Berufsakademien beim Ministerium für Wissenschaft, Forschung und Kunst Baden-Württemberg (alternierender Vorsitzender des Kuratoriums), als Mitglied des IMD Foundation Board sowie der Gesellschaft zur Förderung des Unternehmernachwuchses e. V. (Baden-Badener Unternehmensgespräche).
| Personendaten    | Personendaten     |
| ---------------- | ----------------- |
| NAME             | Fleig, Günther    |
| KURZBESCHREIBUNG | deutscher Manager |
| GEBURTSDATUM     | 2. Februar 1949   |
| GEBURTSORT       | Mönchweiler       |